# Kazimierz Orzechowski (duchowny)

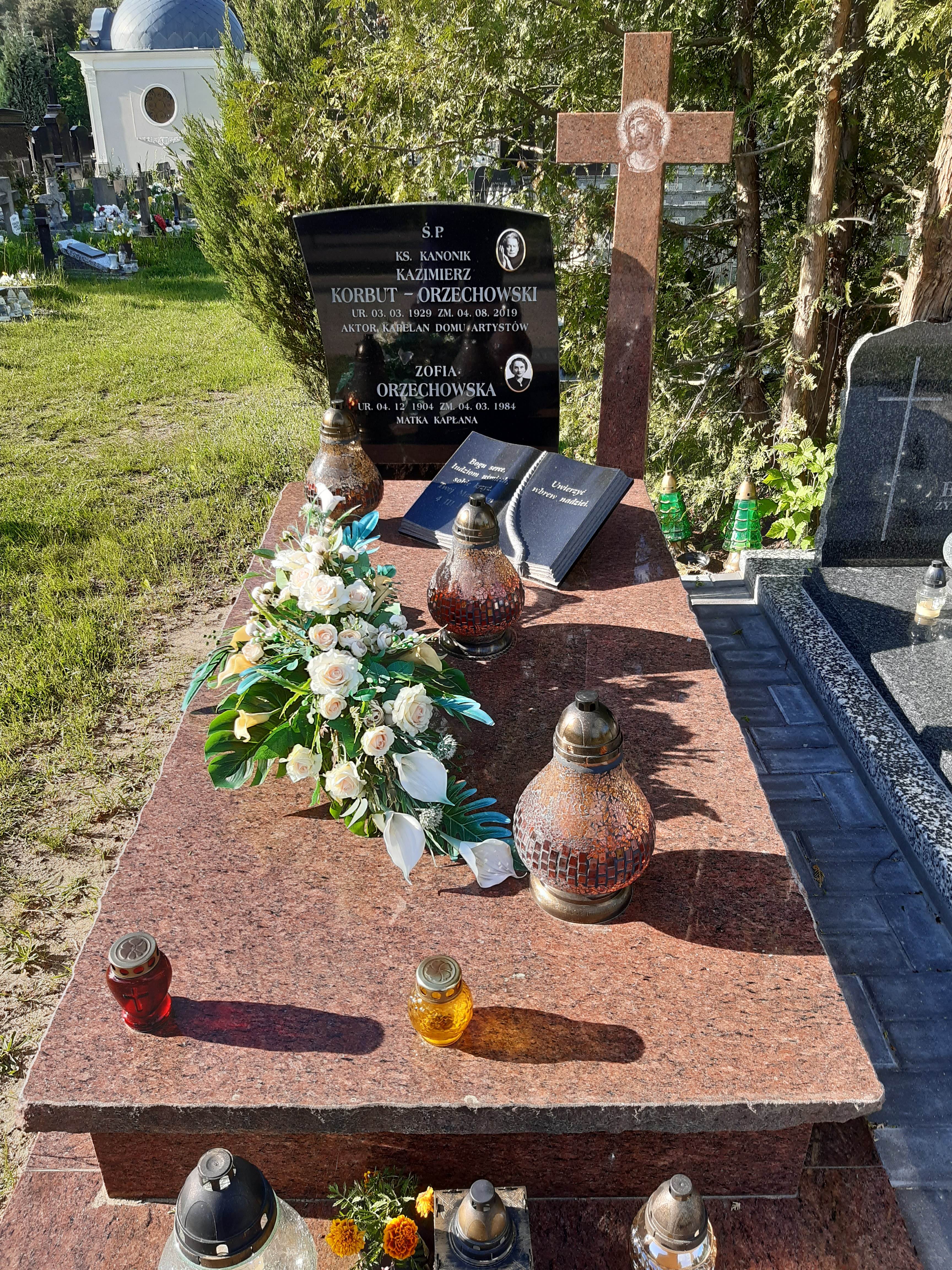
Grób Kazimierza Korbuta Orzechowskiego na cmentarzu w Skolimowie

Kazimierz Boguchwał Korbut-Orzechowski (ur. 3 marca 1929 w Gdańsku, zm. 4 sierpnia 2019 w Konstancinie-Jeziornie) – polski duchowny rzymskokatolicki oraz aktor.

## Życiorys
Absolwent PWST w Łodzi (1952). Święcenia kapłańskie przyjął 9 czerwca 1968 roku. Po roku 1994 uhonorowany tytułem kanonika.
Prowadził rozliczne pielgrzymki do Ziemi Świętej i Rzymu. W latach 1994–2009 pełnił funkcję kapelana Domu Aktora w Skolimowie. Od 1 listopada 2009 roku był rezydentem w Domu Aktora, gdzie zmarł 4 sierpnia 2019 roku. 8 sierpnia 2019 roku odbyła się msza św. pogrzebowa pod przewodnictwem metropolity warszawskiego kard. Kazimierza Nycza w kościele sióstr wizytek przy Krakowskim Przedmieściu, po czym duchowny został pochowany na cmentarzu w Skolimowie.
Jest jednym z bohaterów książki „Siła codzienności”, której autorką jest Marzanna Graff.

## Role teatralne[3]
- Wiśniowy sad – Anton Czechow, reż. Iwo Gall, Teatr Wybrzeże Gdynia, data premiery: 1948-10-30
- Ja kocham cały naród – wieczór poetycki, reż. Halina Gallowa, Teatr Wybrzeże Gdańsk, data premiery: 1949-05-28
- Warszawski wodewil – Zdzisław Gozdawa, Wacław Stępień; reż. Kazimierz Szubert, Teatr Młodego Widza Kraków, data premiery: 1951-12-08 jako Konduktor sleepingu
- Awantury w Chioggi – Carlo Goldoni, reż. Jerzy Ronard Bujański, Teatr Młodego Widza Kraków, data premiery: 1953-04-11 jako członek załogi tartany padrona Toni
- Dwie blizny – Aleksander Fredro, reż. Władysław Józef Dobrowolski, Teatr Młodego Widza Kraków, data premiery: 1953-05-12 jako Poeta
- Magazyn Małgorzaty Charette – Hanna Januszewska, reż. Iwo Gall, Teatr Młodego Widza Kraków, data premiery: 1954-05-20 jako Józef Miklaszewski
- Zimowa opowieść – William Szekspir, reż. Iwo Gall, Teatr Młodego Widza Kraków, data premiery: 1955-12-17 jako Floryzel
- Święta Joanna – George Bernard Shaw, reż. Bohdan Korzeniewski, Teatr Polski Warszawa, data premiery: 1956-11-17 jako Kawaler dworu
- Antygona – Jean Anouilh, reż. Jerzy Kaliszewski Stary Teatr im. Heleny Modrzejewskiej Kraków, data premiery: 1957-01-12 jako Posłaniec
- Cyd Stanisław Wyspiański, reż. Roman Zawistowski, Stary Teatr im. Heleny Modrzejewskiej Kraków, data premiery: 1957-09-08 jako Paź
- Maski Marii Dominiki – Jerzy Zawieyski, reż. Roman Zawistowski, Teatr Polski Warszawa, data premiery: 1957-10-31 jako chłopiec ze słonecznikiem
- Maria Stuart – Juliusz Słowacki, reż. Roman Zawistowski, Teatr Polski Warszawa, data premiery: 1958-01-25 jako Paź
- Obrona Ksantypy – Ludwik Hieronim Morstin, reż. Władysław Hańcza, Teatr Polski Warszawa, data premiery: 1958-07-09 jako Fedros
- Złota wieża – Artur Maria Swinarski, reż. Zygmunt Chmielewski, Teatr Polski Warszawa, data premiery: 1959-01-24 jako Haram
- Głupi Jakub – Tadeusz Rittner, reż. Janina Romanówna, Teatr Polski Warszawa, data premiery: 1959-03-21 jako Jerzy
- R.U.R. – Karol Čapek, reż. Maria Wiercińska, Teatr Polski Warszawa, data premiery: 1959-11-24 jako Mariusz
- Don Carlos – Friedrich Schiller, reżyseria: Władysław Hańcza, Teatr Polski Warszawa, data premiery: 1960-01-27 jako Paź królowej
- Na drabinie – Felicjan Faleński, reż. Jerzy Rakowiecki, Teatr Polski Warszawa, data premiery: 1961-03-08 jako Edwin
- Wesele – Stanisław Wyspiański, reż. Jerzy Rakowiecki, Teatr Polski Warszawa data premiery: 1961-07-15 jako II Diabeł

## Filmografia
- 1957: Spotkania jako poeta Janek
- 1969: Sąsiedzi
- 1979: Panny z Wilka jako ksiądz w Stokroci
- 1980–2000: Dom jako ksiądz spowiadający Klarę
- 1981: Człowiek z żelaza jako ksiądz odprawiający mszę w stoczni
- 1982: Wigilia ’81 jako ksiądz
- 1988–1991: W labiryncie jako ksiądz Kazimierz, przyjaciel Sucheckich
- 1989: Sztuka kochania jako ksiądz
- 1990: Femina jako ksiądz
- 1991: Kuchnia polska jako ksiądz Kazimierz, proboszcz parafii w Biesiekierach
- 1991: Panny i wdowy jako ksiądz odprawiający powtórny pogrzeb Eweliny (odc. 5)
- 1991–1992: Kuchnia polska (serial) jako ksiądz Kazimierz, proboszcz parafii w Biesiekierach
- 1992: Żegnaj Rockefeller jako ksiądz
- 1994: Dama kameliowa jako ksiądz
- 1996: Awantura o Basię jako ksiądz Kazimierz Mościcki
- 1996: Tajemnica Sagali jako Mag
- 1997–2010: Złotopolscy jako ksiądz Leski
- 1999: Gwiazdka w Złotopolicach jako ksiądz
- 2001: Marszałek Piłsudski jako ksiądz prałat Władysław Korniłowicz
- 2008: Jeszcze nie wieczór jako ksiądz

## Nagrody i odznaczenia
- 2 lutego 2006 – wyróżniony odznaką „Zasłużony dla Warszawy” (nr legitymacji 836)[4]